# Frédéric Roig
Pour les articles homonymes, voir Roig.
Frédéric Roig, né le 18 mai 1969 à Montpellier (Hérault), est un homme politique français.
Maire de Pégairolles-de-l'Escalette depuis 2001. il est conseiller général de l'Hérault élu dans le canton du Caylar de 2004 à 2015.
Au niveau national, il est élu lors des élections législatives de 2012 député de la 4e circonscription de l'Hérault.
En 2020, il est élu à l'unanimité des voix président de l'association des maires de l'Hérault, succédant à Christian Bilhac.